# Bánffyhunyad története
Bánffyhunyad a legrégibb időkből lakott területnek számított. A település a Hunyad nevet is viselő, egykori római Resculum, a későbbi Sebesvár uradalmához tartozott.

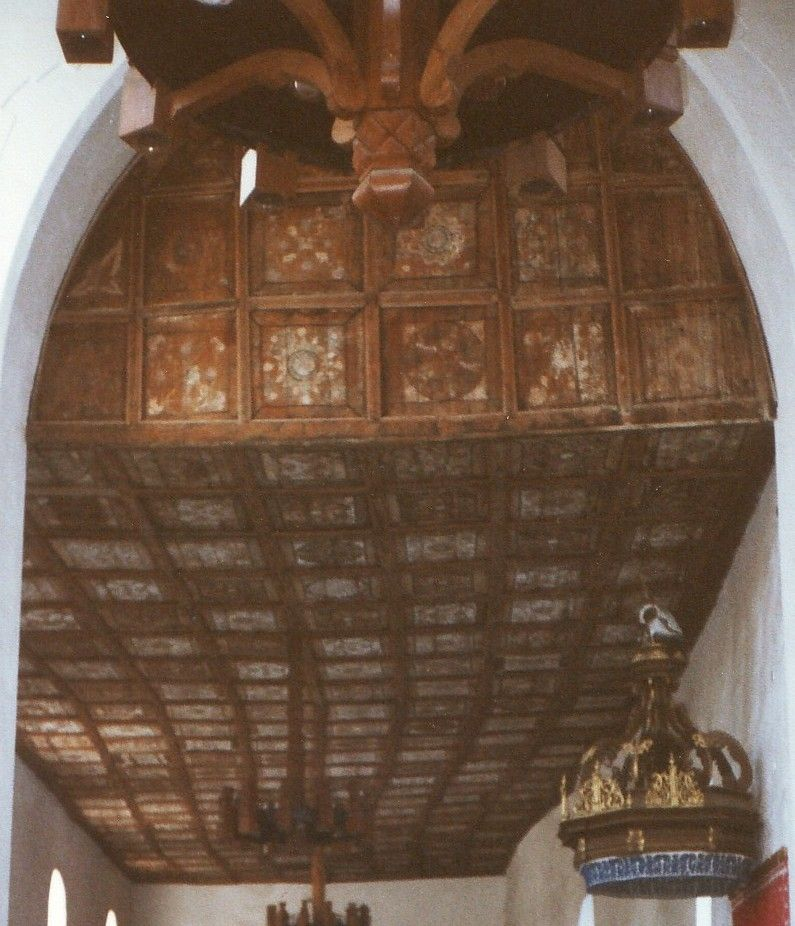
A bánffyhunyadi Református Templom kazettás mennyezete

## Középkor
A magyar honfoglalást követően a helységet 1241-ben a portyázó tatár csapatok fölgyújtották. A település legendakincse szerint a helybeli magyar nyelvű lakosság egy része tatár eredetű. A települést 1332-ben Hunad néven említik. Hunad 1421-ig királyi birtok. A helységben az 1300-1400-as években már vár is állhatott, mivel a korabeli oklevelek szerint Zsigmond király 1421-ben Hunad (Hunyad) váráért cseréli el a Komárom megyei Kocs falut és a vele szomszédos Teke-földét – a vasvári káptalan által – a Losonczy–Bánffy családdal. A helység 1437-ben nyeri el az oppidum (mezővárosi) rangot. A 16. századtól kezdődően fontos kereskedelmi csomópont, minthogy Erdély-szerte ismert nagyvásárok, úgynevezett "sokadalmak" színhelye. 1526-ig a Magyar Királyság része.

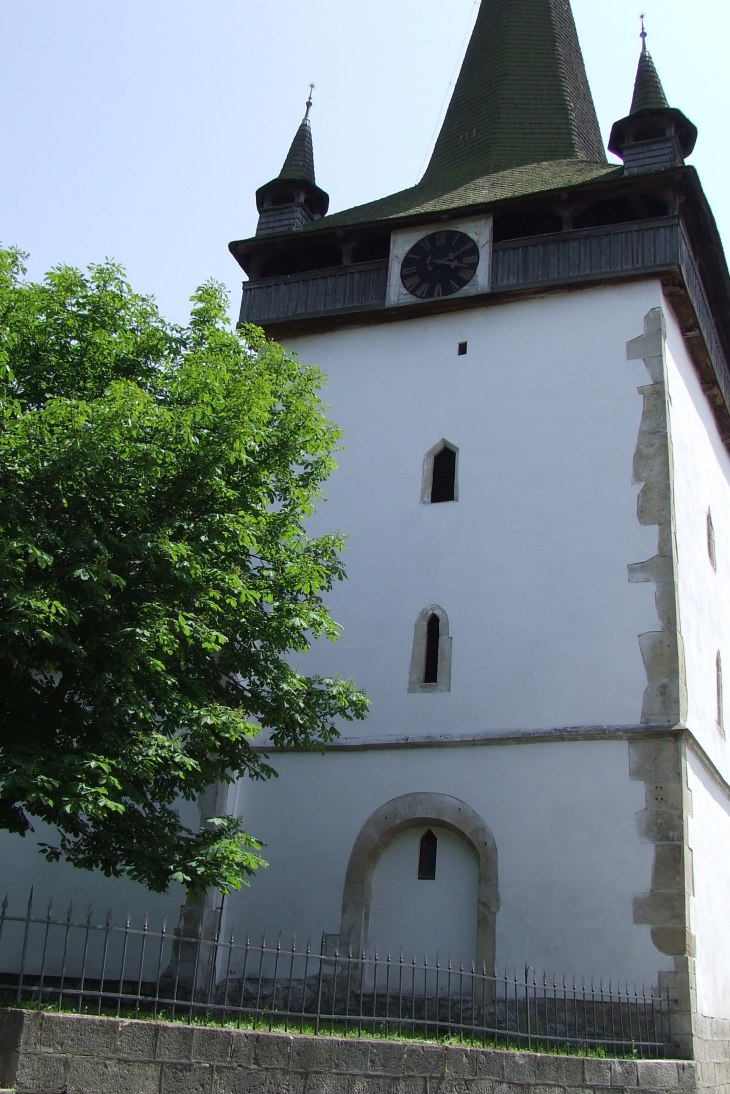
A bánffyhunyadi Református Templom harangtornya

## Újkor
1578-tól bírósági székhely. A mohácsi vészt követően a helység 1552 és 1765 között az Erdélyi Fejedelemséghez, majd az Osztrák Birodalom részét képező Erdélyi Nagyfejedelemséghez (1765–1867) tartozik. 1741-től huszárezred székhelye.

## 19. század
Bánffyhunyad határában szenvedett vereséget a Gaál Sándor és Kemény Farkas vezette magyar forradalmi honvédsereg 1849. augusztus 17-én az egyesített császári-cári osztrák-orosz seregtől. A település 1330-tól 1848-ig a Bánffy-család birtoka. A település nevének évszázados változatai: Bánfi-, Bánffi-, illetve Bánffy-Hunyad. I. Ferenc József az erdélyi hadgyakorlat alkalmából 1895. szeptember 26-án látogatta meg Bánffyhunyadot.

## 20. század

### 1900-1920
A századelőn a helység látványos fejlődésnek indult : ebben az időszakban épült meg a Közkórház, a Posta, a mai Elemi Iskola, a Zöld Fa vendégfogadó, s.í.t.  épülete. 1919-ben  (január 7-9) a Székely Hadosztály főparancsnoksága működött a helységben. 1919 tavaszán Kós Károly Bánffyhunyad székhellyel szervezi meg a megvalósulatlan törpeállamot, a Kalotaszegi Köztársaságot. A trianoni békeszerződésig (1920) Kolozs vármegye bánffyhunyadi járásának volt a székhelye.

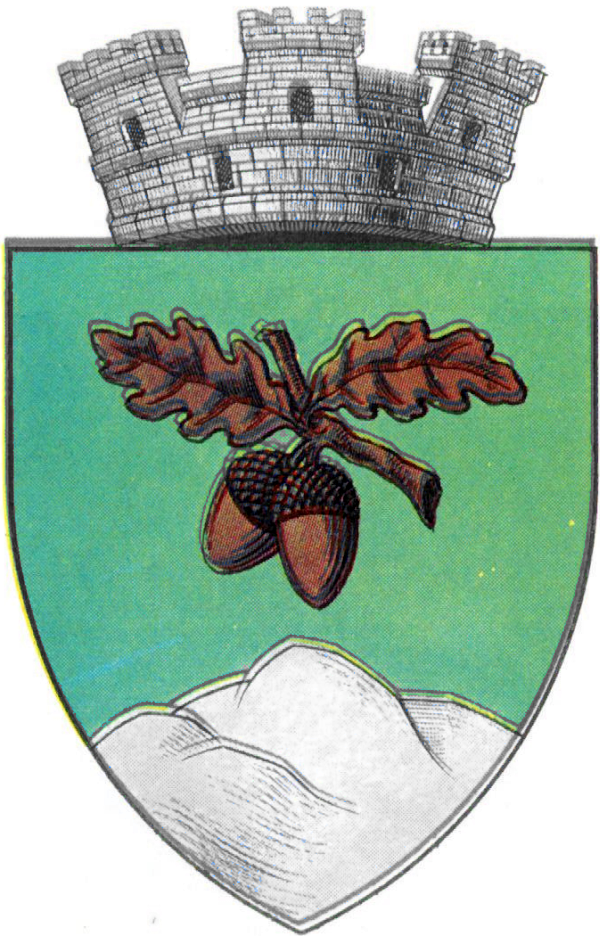
Bánffyhunyad címere a két világháború közötti időszakban

### 1920-1940
1920-tól 1940-ig a település Nagy-Romániához tartozik. Kós Károly és Albrecht Lajos kezdeményezésére Bánffyhunyadon alakult meg a Magyar Néppárt 1921 június 5-én.

### 1940-1947
A második bécsi döntést követően a település 1940 és  1947 között Magyarországhoz tartozott. 1940 szeptemberében a helységben szenvedett mártír-halált Aurel Munteanu ortodox esperes, a román nemzeti mozgalom elkötelezett képviselője és két társa ; emléküket ma két szobor és utcanév őrzi.

### 1947-1989
A Párizsi békeszerződések (1947) értelmében Bánffyhunyad újfent Románia részévé vált. A kommunizmus éveiben létrehozott ipari létesítmények (gép-, bútor- és tejgyár) nagyban hozzájárultak a település gazdasági föllendüléséhez. A helység 1961-ben nyerte el a városi rangot, s ugyanabban az évben épült meg a színházi vagy egyéb, például néprajzi jellegű előadások bemutatására alkalmas, ötszáz férőhelyes Művelődési Ház, ahol öt évtizeden keresztül a helybeli mozivállalat is működött. 1947-től 1968-ig Kolozs tartomány egyik rajoni(járási) székhelye volt. A haláltáborokat túlélő és hazatért bánffyhunyadi zsidók nagy része az elkövetkező évtizedekben Izraelbe települt. A város minden kedden mozgalmas hetivásár, minden hónap utolsó hétfőjén pedig látványos állatvásár színhelye (Nagy-utca, ma Budai Nagy Antal utca).

### 1989-2000
Az 1989-es romániai forradalom és események jelentős változásokat hoztak a város életében. A helység magyar nyelvű lakossága újra méltányos részt vállalhatott a város politikai és közigazgatási vezetésében. A gazdasági átalakulás következtében az ipari létesítmények megszűntek. Föllendült a turizmus és a város szomszédságában (Kalotaszentkirály, Körösfő, Zsobok, Magyarbikal, stb) kiteljesedett a faluturizmus. Vallásos, hivatalos vagy helyi ünnepeken (konfirmálás, március 15. alkalmára rendezett ünneplés-sorozat és Lovas Fölvonulás, májusi Bánffyhunyadi Napok, s. í. t.) a város magyar közössége hagyományos kalotaszegi népviseletben vesz részt.

## 21. század

### 2001-2009
Jelenleg Kolozs megye egyetlen városa, ahol a magyar nyelv közigazgatási használata és a kétnyelvű föliratozás hivatalos érvényű. 2007-től a helységnévtáblák a vasúti megállóban is kétnyelvűek. A román és magyar közösség városfejlesztési és -vezetési együttműködése országos viszonylatban is példaértékű. 2009-ben a Polgármesteri Hivatal kezdeményezésére jelentős városszépítési munkálatok kezdődtek el.

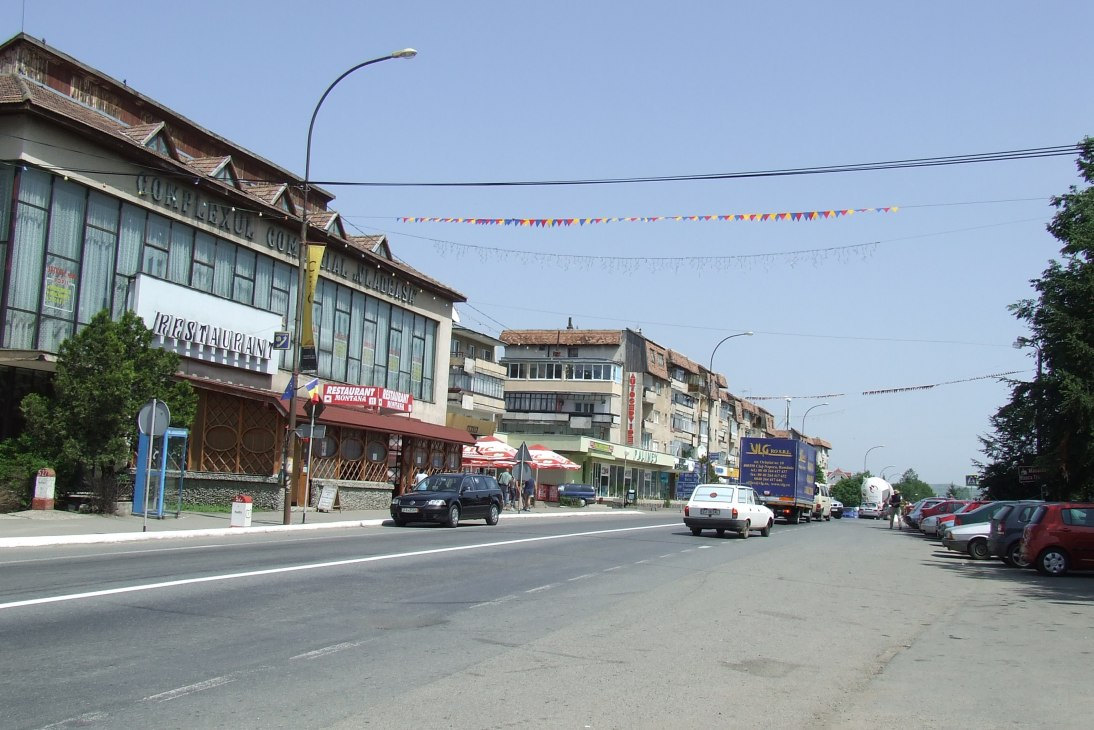
Bánffyhunyad városközpontja 2007-ben

## Bánffyhunyad utcáinak történelmi elnevezései
- Horea út, Kossuth Lajos utca (Nagyvárad-Kolozsvár főút)
- Budai Nagy Antal utca, Nagy utca (Piactér, a Posta és a Kórház fele vezető utca)
- Május 1 (Mai) utca, Szél utca (Kolozsvár-Béles útvonal)
- Vlegyásza(Vlădeasa) utca, Györgyfalvi utca (Zilah-Ketesd-Bánffyhunyad útvonal)
- Győzelem-tér(Piața Victoriei), Csebernye
- Avram Iancu utca, Új utca (Bánffyhunyad-Kalotaszentkirály-Magyarókereke útvonal)

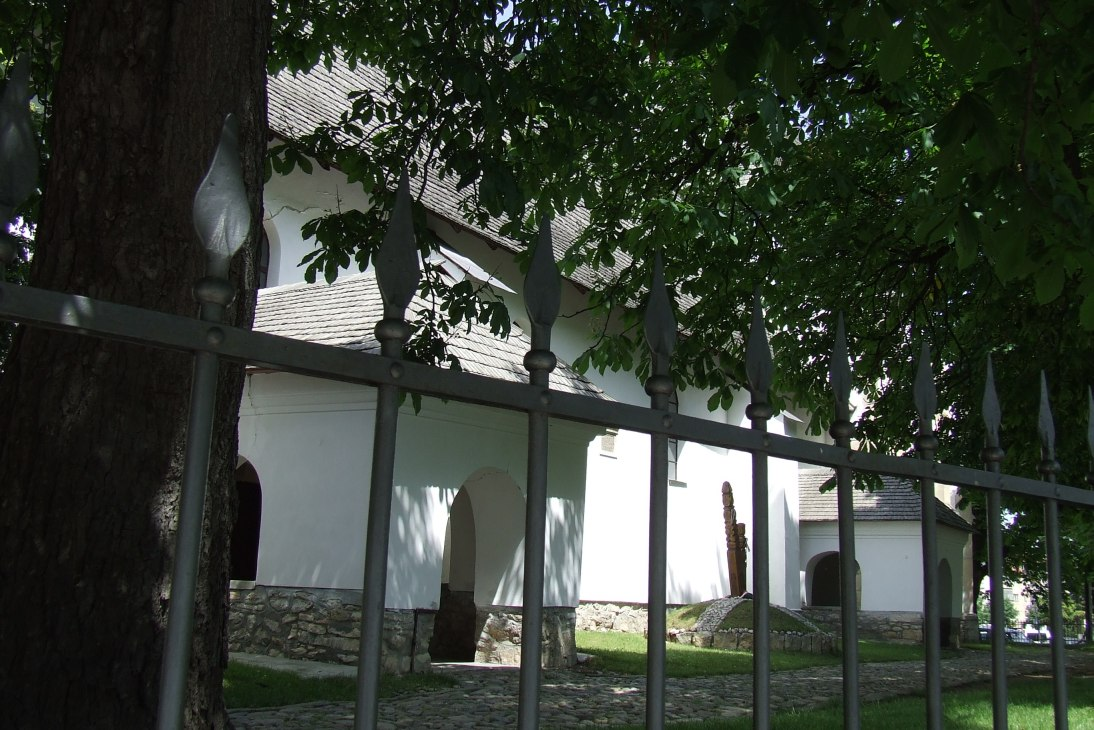
Bánffyhunyad református templomkertje

## További információk

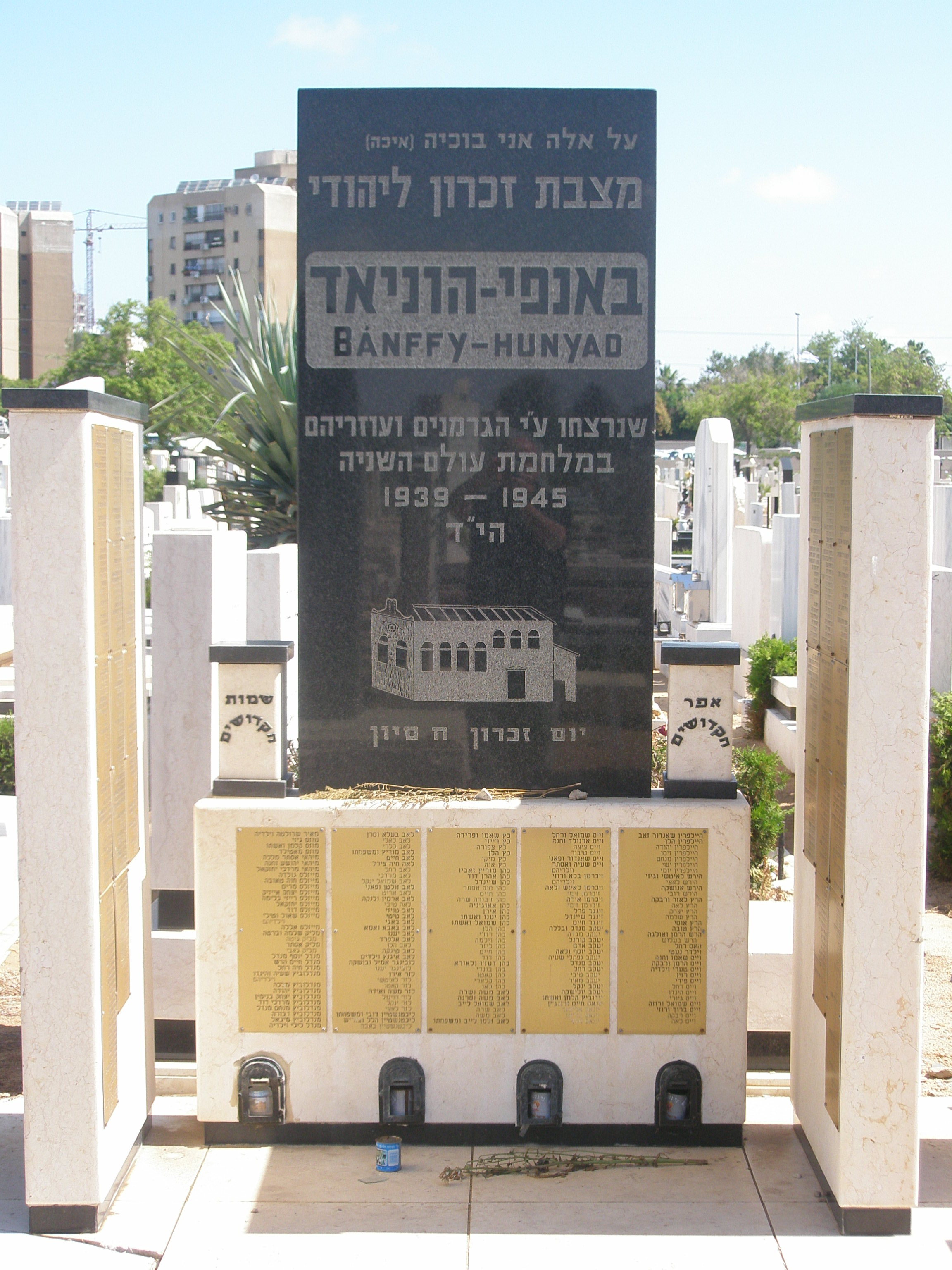
A bánffyhunyadi zsidó mártírok Holocaust-emlékköve az izraeli Holon temetőjében, Tel-Aviv külvárosában